# Baszk körverseny
A Baszk körverseny spanyolországi országútikerékpár-versenyt minden év áprilisában rendezik meg, és része az UCI World Tour-nak.

## Trikók
- Az összetett verseny győztese:
- Pontverseny győztese:
- Hegyi pontverseny győztese:
- Sprintverseny győztese:
- Legjobb csapat:

## Dobogósok
| Év   | Győztes                        | Második                                    | Harmadik                |         |
| ---- | ------------------------------ | ------------------------------------------ | ----------------------- | ------- |
| 1924 | Francis Pélissier              | Henri Pélissier                            | Charles Lacquehay       |         |
| 1925 | Auguste Verdijck               | Joseph Pe                                  | Marcel Bidot            |         |
| 1926 | Nicolas Frantz                 | Ottavio Bottecchia                         | Victor Fontan           |         |
| 1927 | Victor Fontan                  | André Leducq                               | Lucien Buysse           |         |
| 1928 | Maurice De Waele               | André Leducq                               | Mariano Cañardo         |         |
| 1929 | Maurice De Waele               | Marcel Bidot                               | Nicolas Frantz          |         |
| 1930 | Mariano Cañardo                | Antonin Magne                              | Jean Aerts              |         |
| 1935 | Gino Bartali                   | Dante Gianello                             | Julián Berrendero       |         |
| 1969 | Jacques Anquetil               | Francisco Gabica                           | Mariano Díaz            |         |
| 1970 | Luis Pedro Santamarina         | Jesús Aranzabal                            | Andrés Gandarias Albizu |         |
| 1971 | Luis Ocaña                     | Raymond Poulidor                           | Miguel María Lasa       |         |
| 1972 | José Antonio González Linares  | Jesús Manzaneque                           | Jesús Esperanza         |         |
| 1973 | Luis Ocaña                     | José Antonio González Linares              | Domingo Perurena        |         |
| 1974 | Miguel María Lasa              | Jesús Manzaneque                           | Luis Ocaña              |         |
| 1975 | José Antonio González Linares  | Jesús Manzaneque                           | Agustín Tamames         |         |
| 1976 | Gianbattista Baronchelli       | Francisco Javier Elorriaga Iturriagagoitia | Joaquim Agostinho       |         |
| 1977 | José Antonio González Linares  | Paul Wellens                               | Jean-Pierre Baert       |         |
| 1978 | José Antonio González Linares  | José Enrique Cima Prado                    | José Nazabal            |         |
| 1979 | Giovanni Battaglin             | Vicente Belda                              | Miguel María Lasa       |         |
| 1980 | Alberto Fernández Blanco       | Miguel María Lasa                          | Marino Lejarreta        |         |
| 1981 | Silvano Contini                | Mario Beccia                               | Marino Lejarreta        |         |
| 1982 | José Luis Laguía               | Julián Gorospe                             | Francesco Moser         |         |
| 1983 | Julián Gorospe                 | Roberto Visentini                          | Marino Lejarreta        |         |
| 1984 | Sean Kelly                     | Faustino Rupérez                           | Marino Lejarreta        |         |
| 1985 | Pello Ruiz Cabestany           | Greg LeMond                                | Marino Lejarreta        |         |
| 1986 | Sean Kelly                     | Maurizio Rossi                             | Federico Echave         |         |
| 1987 | Sean Kelly                     | Rolf Gölz                                  | Julián Gorospe          |         |
| 1988 | Erik Breukink                  | Luc Suykerbuyk                             | Julián Gorospe          |         |
| 1989 | Stephen Roche                  | Federico Echave                            | Jesús Blanco Villar     |         |
| 1990 | Julián Gorospe                 | Rolf Gölz                                  | Miguel Indurain         |         |
| 1991 | Claudio Chiappucci             | Johan Bruyneel                             | Piotr Ugrumov           |         |
| 1992 | Tony Rominger                  | Raúl Alcalá                                | Mikel Zarrabeitia       |         |
| 1993 | Tony Rominger                  | Rolf Sørensen                              | Alex Zülle              |         |
| 1994 | Tony Rominger                  | Jevgenyij Berzin                           | Claudio Chiappucci      |         |
| 1995 | Alex Zülle                     | Laurent Jalabert                           | Tony Rominger           |         |
| 1996 | Francesco Casagrande           | Pascal Hervé                               | Abraham Olano           |         |
| 1997 | Alex Zülle                     | Laurent Jalabert                           | Marco Pantani           |         |
| 1998 | Íñigo Cuesta                   | Laurent Jalabert                           | Alex Zülle              |         |
| 1999 | Laurent Jalabert               | Wladimir Belli                             | Davide Rebellin         |         |
| 2000 | Andreas Klöden                 | Danilo Di Luca                             | Laurent Jalabert        |         |
| 2001 | Raimondas Rumšas               | José Alberto Martínez                      | Marcos-Antonio Serrano  |         |
| 2002 | Aitor Osa                      | David Etxebarria                           | Gonzalo Bayarri         |         |
| 2003 | Iban Mayo                      | Tyler Hamilton                             | Samuel Sánchez          |         |
| 2004 | Gyenyisz Nyikolajevics Menysov | Iban Mayo                                  | David Etxebarria        |         |
| 2005 | Danilo Di Luca                 | Davide Rebellin                            | Alberto Contador        |         |
| 2006 | José Ángel Gómez Marchante     | Alejandro Valverde                         | Antonio Colom           |         |
| 2007 | Juan José Cobo                 | Ángel Vicioso                              | Samuel Sánchez          |         |
| 2008 | Alberto Contador               | Cadel Evans                                | Thomas Dekker           |         |
| 2009 | Alberto Contador               | Samuel Sánchez                             | Cadel Evans             |         |
| 2010 | Chris Horner                   | Beñat Intxausti                            | Joaquim Rodríguez       |         |
| 2011 | Andreas Klöden                 | Chris Horner                               | Robert Gesink           |         |
| 2012 | Samuel Sánchez                 | Joaquim Rodríguez                          | Bauke Mollema           |         |
| 2013 | Nairo Quintana                 | Richie Porte                               | Sergio Henao            |         |
| 2014 | Alberto Contador               | Michał Kwiatkowski                         | Jean-Christophe Péraud  |         |
| 2015 | Joaquim Rodríguez              | Sergio Henao                               | Ion Izagirre            |         |
| 2016 | Alberto Contador               | Sergio Henao                               | Nairo Quintana          |         |
| 2017 | Alejandro Valverde             | Alberto Contador                           | Ion Izagirre            |         |
| 2018 | Primož Roglič                  | Mikel Landa                                | Ion Izagirre            |         |
| 2019 | Ion Izagirre                   | Daniel Martin                              | Emanuel Buchmann        |         |
| 2020 | törölve                        | törölve                                    | törölve                 | törölve |
| 2021 | Primož Roglič                  | Jonas Vingegaard                           | Tadej Pogačar           |         |
| 2022 | Daniel Martínez                | Ion Izagirre                               | Alekszandr Vlaszov      |         |
| 2023 | Jonas Vingegaard               | Mikel Landa                                | Ion Izagirre            |         |
| 2024 | Juan Ayuso                     | Carlos Rodriguez Cano                      | Mattias Skjelmose       |         |
| 2025 |                                |                                            |                         |         |

## Külső hivatkozások
- Hivatalos honlap